# Florian Müller
Florian Müller, född 13 november 1997, är en tysk fotbollsmålvakt som spelar för SC Freiburg.

## Klubbkarriär
Müller började spela fotboll i FV Lebach och gick därefter till 1. FC Saarbrücken. 2013 flyttade Müller till Mainz 05:s ungdomsakademi. Den 1 juli 2016 skrev han på sitt första proffskontrakt och började spela i reservlaget. Müller debuterade för reservlaget i 3. Liga den 2 april 2016 i en 1–5-förlust mot Chemnitzer FC.
Inför säsongen 2016/2017 flyttade Müller upp i Mainz 05:s A-lag. I november 2017 förlängde han sitt kontrakt med klubben fram till 2022. Müller debuterade i Bundesliga den 3 mars 2018 i en 0–0-match mot Hamburger SV. Han ersatte målvakterna René Adler och Robin Zentner som var frånvarande på grund av sjukdom, och räddade en straff i matchen samt blev utsedd "Dagens spelare" av Kicker Sportmagazin.
Från mars 2018 till slutet av säsongen 2017/2018 växlade Müller med Zentner om platsen som förstemålvakt efter att Adler råkat ut för en knäskada som avslutade hans karriär. Från säsongen 2018/2019 till september 2019 var Müller förstemålvakt och ersattes då av Zentner. Efter att Zentner råkat ut för en korsbandsskada i mars 2020 blev Müller återigen förstemålvakt för resten av säsongen 2019/2020.
Efter att Zentner inför säsongen 2020/2021 återtagit platsen som förstemålvakt i Mainz 05 blev det klart att Müller skulle lämna klubben. Några dagar senare blev han utlånad till SC Freiburg på ett ettårigt låneavtal. I Freiburg ersatte han skadade Mark Flekken som råkat ut för en armbågsskada i en cupmatch mot Waldhof Mannheim. Müller spelade totalt 31 ligamatcher under säsongen 2020/2021.
Den 16 juni 2021 värvades Müller av VfB Stuttgart, där han skrev på ett fyraårskontrakt. Müller spelade 49 matcher i Bundesliga under två säsonger i klubben. Den 26 juni 2023 värvades Müller av SC Freiburg, en klubb han tidigare varit på lån i.

## Landslagskarriär
I oktober 2015 blev Müller för första gången uttagen i det tyska U19-landslaget av dess tränare, Marcus Sorg. Han debuterade den 9 oktober 2015 i en 1–0-seger över Mexikos U19-landslag, där han blev inbytt i halvlek mot Timo Königsmann. Det följdes upp med spel i vänskapslandskamper mot Serbiens U19-landslag (15 november 2015; 1–0-vinst) och mot Sydkoreas U19-landslag (29 mars 2016; 1–0-vinst). Vid U19-EM 2016 i Tyskland spelade Müller två landskamper; en 3–0-vinst över Österrike i gruppspelet och en vinstmatch efter straffar mot Nederländerna, vilket kvalificerade Tyskland för spel i U20-VM 2017.
Den 5 oktober 2016 debuterade Müller i det tyska U20-landslaget i en 1–0-vinst över USA. Han spelade ytterligare tre landskamper för U20-landslaget under 2016, mot England (1–3-förlust), mot Polen (4–0-vinst) och mot Italien (1–0-vinst).
I mars 2018 blev Müller för första gången uttagen i det tyska U21-landslaget av tränaren Stefan Kuntz. Han debuterade ett år senare, den 21 mars 2019 i en vänskapsmatch mot Frankrike. Müller spelade ytterligare en U21-landskamp fem dagar senare mot England, vilket resulterade i en 2–1-vinst för Tyskland.
Vid olympiska sommarspelen 2020 i Tokyo spelade Müller samtliga tre gruppspelsmatcher, där Tyskland blev utslagna i gruppspelet.